# جرج ایوانز (بازیکن فوتبال، زاده ۱۸۶۴)
جرج ایوانز (انگلیسی: George Evans؛ ۲۷ ژوئن ۱۸۶۴ – ۴ آوریل ۱۹۴۷) بازیکن فوتبال اهل بریتانیا بود.
از باشگاه‌هایی که در آن بازی کرده‌است می‌توان به باشگاه فوتبال وست برومویچ آلبیون و باشگاه فوتبال منچستر یونایتد اشاره کرد.